# Rodalia de Lérida
Rodalia de Lérida (en catalan : Rodalia de Lleida) désigne les services de trains régionaux de Rodalies de Catalunya et les services de la ligne Lérida - La Pobla de Segur de FGC qui passent par les différentes villes de la province de Lérida et qui sont compris au Système Tarifaire Intégré du ATM Aire de Lérida.

## Histoire
Le premier projet de service de Rodalia pour Lérida figurait dans le Pla de Viatgers de Catalunya 2008-2012 de la Catalogne, préparé par la Généralité de Catalogne, et prévoyait la création d'un réseau ferroviaire de banlieue tirant parti des infrastructures existantes. Trois lignes seraient créées en exploitant les lignes Lérida - La Pobla de Segur, Lérida - Manrèse et Lérida - Tarragone.
Les communes de Monzón, de Binéfar, de Tamarite de Litera et d'Altorricón, appartenant à la province de Huesca, ont demandé à rejoindre le réseau de Rodalia de Lérida, mais il aurait fallu dépasser les limites des communautés autonomes, transfert des pouvoirs à la Généralité de Catalogne, approbation du ministère de l'Équipement et du gouvernement aragonais.

## Service
Le service de Rodalia de Lérida comprend une ligne de Rodalia, la RL1 et quatre lignes régionales qui ne sont pas inclus en entier : la RL2, la R12, la R13 et la R14.
| Ligne | Service de Rodalia de Lérida               |
| ----- | ------------------------------------------ |
|       | - Lérida Pyrénées - Balaguer               |
|       | - Lérida Pyrénées - Àger                   |
|       | - Lérida Pyrénées - Sant Guim de Freixenet |
|       | - Lérida Pyrénées - Vinaixa                |
|       | - Lérida Pyrénées - Vinaixa                |

Trains
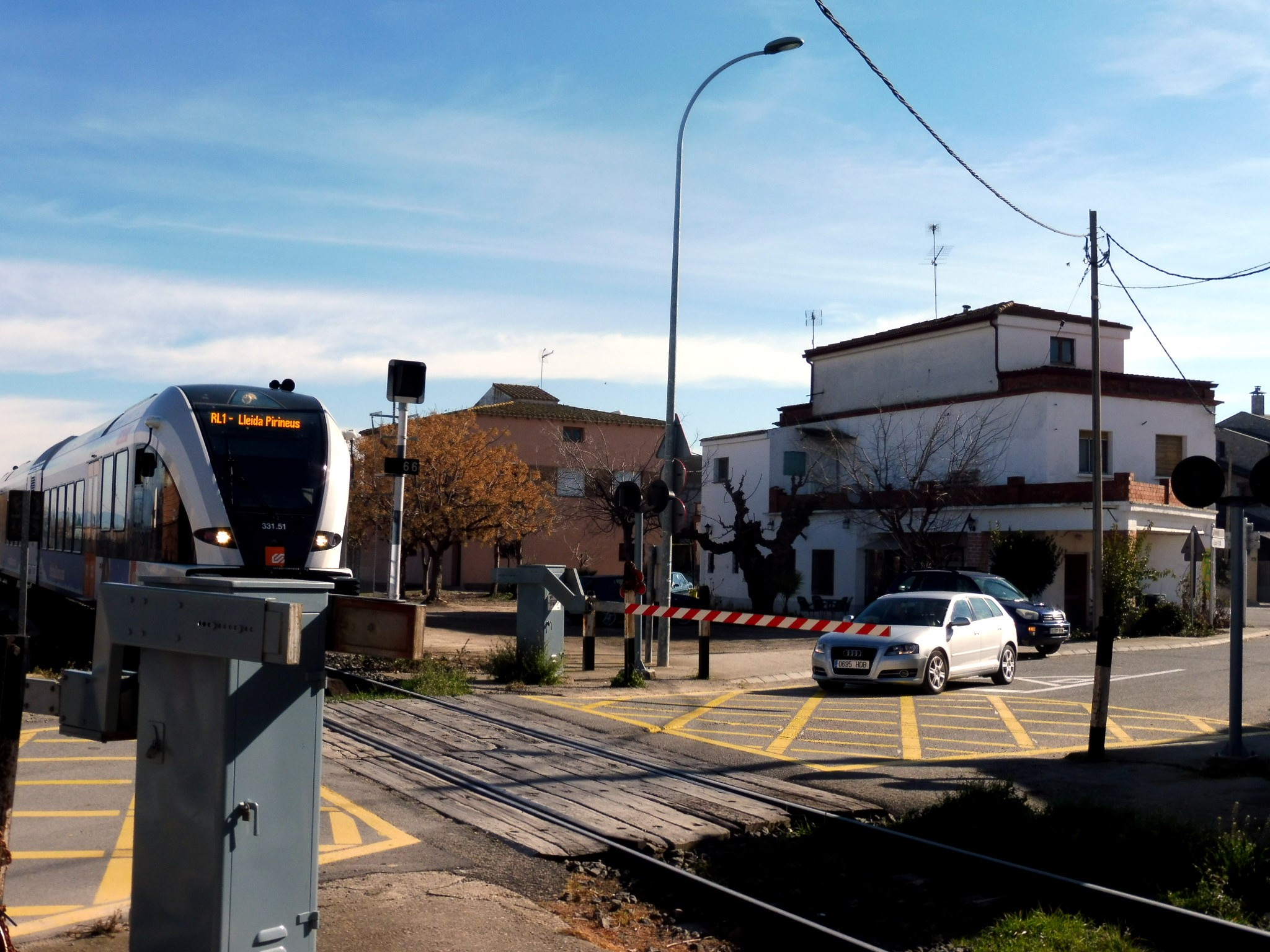
RL1 à Térmens, à destination de Lérida Pyrénées
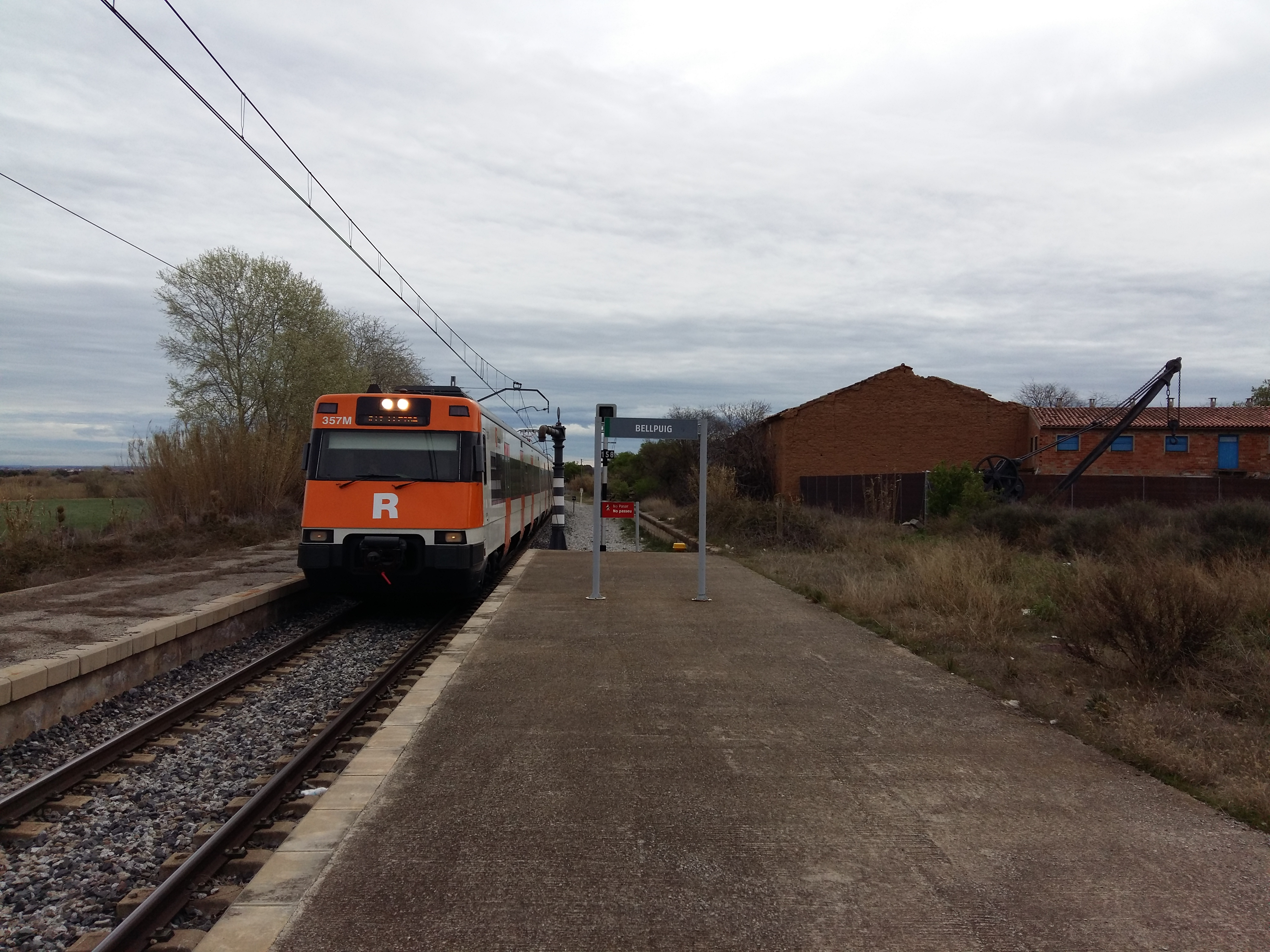
R12 à Bellpuig, à destination de Lérida Pyrénées